# Bernhard Dolna
Bernhard Dolna (* 1954) ist ein römisch-katholischer Theologe und Judaist sowie Hochschullehrer, designierter  Rektor der Katholischen Hochschule ITI in Trumau.

## Leben
Dolna absolvierte 1976 das Humanistische Gymnasium in Horn und studierte von 1976 bis 1982 katholische Theologie an der Universität Wien. Seine Diplomarbeit zum Mag. theol. verfasste er zum Wesen der Aufmerksamkeit bei Simone Weil. Zwischen 1984 und 1994 folgte an der Wiener Universität das Studium der semitischen Sprachen, 1994 ein Forschungsaufenthalt am Jewish Theological Seminary in New York City. Seine Promotion zum Doctor Theologiae in Systematische und Ökumenische Theologie beschloss Dolna im Jahr 2000 an der Albert-Ludwigs-Universität Freiburg bei Gisbert Greshake zum Leben und Werk von Abraham Joshua Heschel.
Von 2001 bis 2006 spezifizierte er sich an der Philosophischen Fakultät der Universität Wien bei Kurt Schubert im Bereich rabbinisch-jüdischer Religionsphilosophie des Mittelalters und spondierte dort 2008 zum Mag. phil. bei Klaus Davidowicz zum Verständnis der Weltschöpfung bei Moses Maimonides und dessen Kritik am Ilm al-Kalam.
Seit 2006 ist Dolna Studiendekan und Assistenzprofessor für Ökumenische und Jüdische Studien am Katholischen Hochschule ITI (anfangs Internationales Theologisches Institut für Studien zu Ehe und Familie) in Trumau. An der Philosophisch-Theologischen Hochschule Benedikt XVI. in Heiligenkreuz ist er Gastprofessor für Bibelwissenschaft mit dem Schwerpunkt Judentum.
Dolnas theologischer Schwerpunkt ist dem Verhältnis von Judentum und Christentum gewidmet. Dolna ist mit der Schauspielerin Gabriele Schuchter verheiratet und hat vier Kinder mit ihr, zwei Kinder aus erster Ehe.
Mit 1. August 2023 folgt er Christiaan Alting von Geusau, Rektor der Katholischen Hochschule ITI in Trumau/Niederösterreich.

## Schriften
- Der Gegenwart Gottes preisgegeben. Abraham Joshua Heschel: Leben und Werk. Mainz 2001.
- Das Verständnis der Weltschöpfung bei Moses ben Maimon und seine Kritik am Ilm al-Kalam. Magisterarbeit. Universität Wien 2008 (pdf).
- Abraham Joshua Heschel (1907–1972). „Keine Religion ist eine Insel“. In: Petrus Bsteh, Brigitte Proksch (Hrsg.): Wegbereiter des interreligiösen Dialogs (= Spiritualität im Dialog. Nr. 4). Band 1. Lit-Verlag, Wien 2012, ISBN 978-3-643-50332-9, S. 129 ff.
- Between Jewish Tradition and Early Christian Art. In: Ingeborg Fiala-Fürst (Hrsg.): Kurt Schubert, the founder. Judaica Olomucensia. Special issue. Palacký University Olomouc, Faculty of arts, Olmütz 2017, ISBN 978-80-244-5289-0, S. 65 ff.